# Branislav Niňaj
Branislav Niňaj (Bratislava, 17 mei 1994) is een Slowaaks voetballer die bij voorkeur als centrale verdediger speelt. In 2013 debuteerde hij voor Slowakije.

## Clubcarrière
Niňaj werd geboren in de Slowaakse hoofdstad Bratislava. Hij leerde voetballen in de Jozef Vengloš Academie en trok in 2010 naar FC Petržalka 1898, waarvoor hij in totaal tien wedstrijden speelde. In 2012 tekende de centrumverdediger bij Slovan Bratislava. Op 1 maart 2013 debuteerde hij in de Fortuna Liga tegen Zlaté Moravce. Op 11 mei 2013 maakte hij zijn eerste competitietreffer tegen MFK Ružomberok. In juni 2015 maakte Niňaj de overstap naar Lokeren. In het seizoen 2017/18 werd hij respectievelijk verhuurd aan Osmanlıspor en MŠK Žilina. In juli 2018 maakte hij de overstap naar Fortuna Sittard. In januari 2021 ging hij naar het Roemeense Sepsi OSK Sfântu Gheorghe.